# Woodward (Oklahoma)
Woodward és una ciutat dels Estats Units a l'estat d'Oklahoma. Segons el cens del 2000 tenia 11.853 habitants.

## Demografia
Segons el cens del 2000, Woodward tenia 11.853 habitants, 4.787 habitatges, i 3.245 famílies. La densitat de població era de 348,8 habitants per km².
Dels 4.787 habitatges en un 33,6% hi vivien nens de menys de 18 anys, en un 54,6% hi vivien parelles casades, en un 9,5% dones solteres, i en un 32,2% no eren unitats familiars. En el 28,2% dels habitatges hi vivien persones soles l'11,9% de les quals corresponia a persones de 65 anys o més que vivien soles. El nombre mitjà de persones vivint en cada habitatge era de 2,43 i el nombre mitjà de persones que vivien en cada família era de 2,98.
Per edats la població es repartia de la següent manera: un 26,9% tenia menys de 18 anys, un 9,5% entre 18 i 24, un 27,7% entre 25 i 44, un 21,7% de 45 a 60 i un 14,2% 65 anys o més.
L'edat mediana era de 36 anys. Per cada 100 dones de 18 o més anys hi havia 90,3 homes.
La renda mediana per habitatge era de 32.441 $ i la renda mediana per família de 39.766 $. Els homes tenien una renda mediana de 29.222 $ mentre que les dones 19.102 $. La renda per capita de la població era de 17.040 $. Entorn del 9,2% de les famílies i el 13,3% de la població estaven per davall del llindar de pobresa.

## Poblacions més properes
El següent diagrama mostra les poblacions més properes.